# L'home que coneixia l'infinit

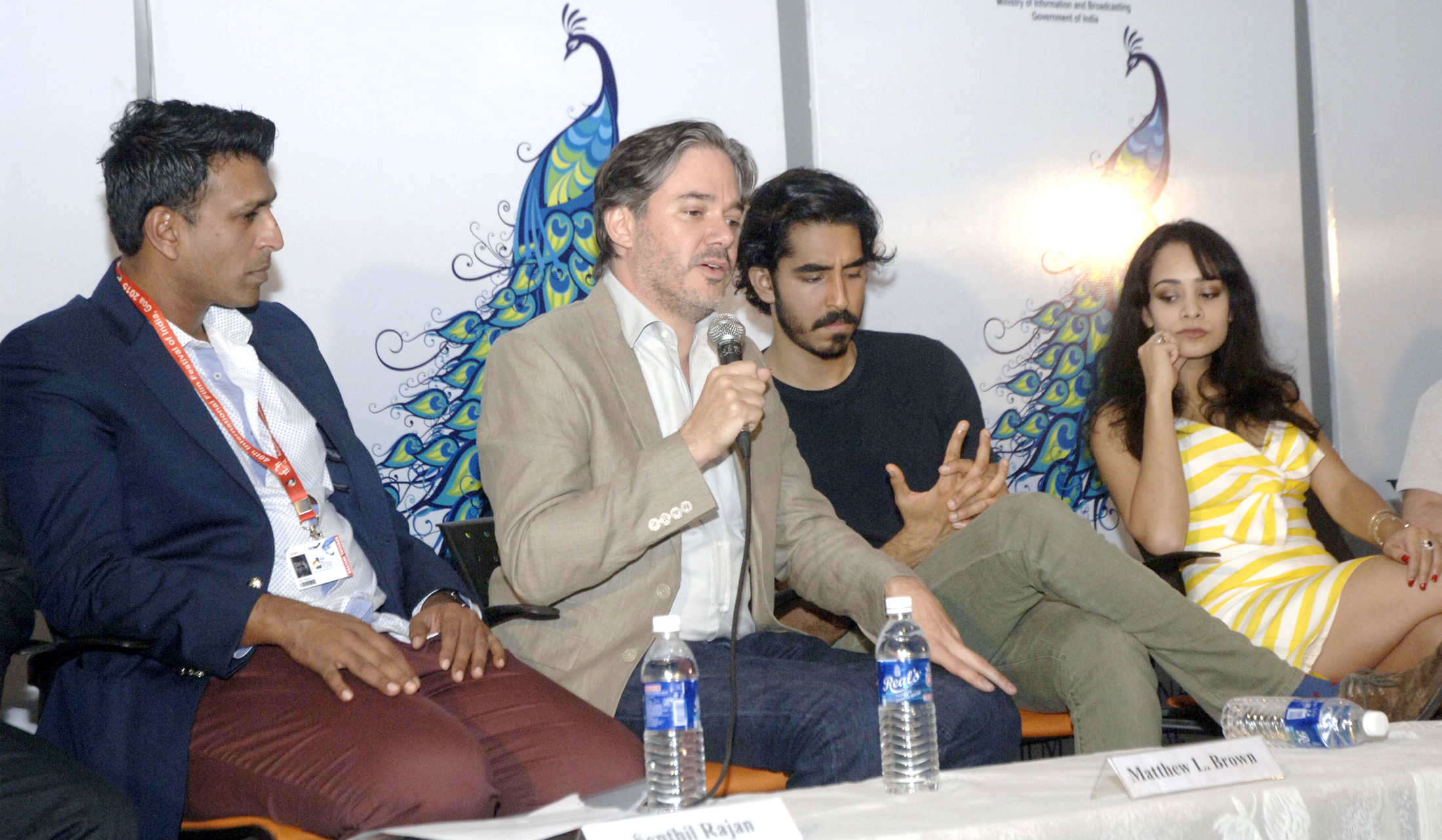
Roda de premsa de Matthew Brown al Festival Internacional de Cinema de l'Índia de 2015.

L'home que coneixia l'infinit (títol original en anglès, The Man Who Knew Infinity) és una pel·lícula dramàtica biogràfica britànica de 2015 sobre el matemàtic indi Srinivasa Ramanujan, basada en el llibre homònim de 1991 de Robert Kanigel. S'ha doblat i subtitulat al català central i al valencià.
La pel·lícula és protagonitzada per Dev Patel com a Srinivasa Ramanujan, un matemàtic que, després de créixer pobre a Madràs aconsegueix l'admissió a la Universitat de Cambridge durant la Primera Guerra Mundial, on esdevé un pioner en teories matemàtiques amb la guia del seu professor G. H. Hardy, interpretat per Jeremy Irons.
El rodatge va començar l'agost de 2014 al Trinity College de Cambridge després de vuit anys de desenvolupament. La pel·lícula es va estrenar com a presentació de gala al Festival Internacional de Cinema de Toronto de 2015, i va ser seleccionada en la gala d'obertura del Festival de Cinema de Zúric de 2015. També va actuar en altres festivals de cinema com el Festival Internacional de Cinema de Singapur i el Festival Internacional de Cinema de Dubai.